# Kaatsheuvel
Kaatsheuvel (prononcé en néerlandais : [ˈkaːtsˌɦøːvəl]) est un village néerlandais situé dans la commune de Loon op Zand, dans la province du Brabant-Septentrional. En 2020, il compte 16 605 habitants.

## Lieux et monuments
Le parc d'attractions Efteling, desservi par la route nationale 261, se trouve à Kaatsheuvel, tout comme l'hôtel de ville de Loon op Zand. Le village couvre une superficie de 22,3 km2, dont 0,13 km2 d'eau.